# Héctor Quiñones
Hector Andrés Quiñones Cortés est un footballeur colombien né le 17 mars 1992 à Cali. Il évolue au poste de défenseur central.

## Biographie

### En club
Quiñones joue un match en championnat avec l'équipe première du FC Porto lors de la saison 2012-2013. Ainsi, il est considéré comme champion cette saison là, même s'il ne fait pas véritablement partie de l'équipe fanion.

### En équipe nationale
Quiñones participe à la Coupe du monde des moins de 17 ans 2009 puis à la Coupe du monde des moins de 20 ans 2011 avec l'équipe de Colombie. Il atteint les demi-finales du mondial des moins de 17 ans et les quarts de finale du mondial des moins de 20 ans.

## Palmarès
Avec le FC Porto :
- Champion du Portugal en 2013